# Viktor Machorin
Viktor Pavlovitj Machorin (ryska: Виктор Павлович Махорин), född 2 juli 1948 i Tasjkent, Uzbekiska SSR, död 20 juni 1993 nära Kuvsjinovo, Tver oblast, var en rysk handbollsspelare, tävlande för Sovjetunionen. Han var bland annat med och tog OS-silver 1980 i Moskva.
Machorin avled den 20 juni 1993 i en bilolycka nära Kuvsjinovo i Tver oblast.

## Meriter

### Med klubblag
- Europacupmästare 1973 med MAI Moskva
- Cupvinnarcupmästare 1977 med MAI Moskva
- Sovjetisk mästare sju gånger (1968, 1970, 1971, 1972, 1974 och 1975) med MAI Moskva

### Med landslaget
- OS-silver 1980 i Moskva
- VM-guld 1982 i Västtyskland